# سیارک ۲۹۲۲
سیارک ۲۹۲۲ (به انگلیسی: 2922 Dikanʹka، نامگذاری:1976GY1) دو هزار و نهصد و بیست و دومین سیارک کشف شده‌است که در ۱ آوریل ۱۹۷۶ کشف شد.
قدر مطلق سیارک برابر ۱۳٫۷۰ است.